# True Love That's a Wonder
True love that's a wonder is een nummer van de Nederlandse band Sandy Coast. Het nummer werd uitgebracht op hun album Sandy coast uit 1971. In maart dat jaar werd het nummer uitgebracht als de eerste single van het album.

## Achtergrond
True love that's a wonder is geschreven door zanger Hans Vermeulen en geproduceerd door Jaap Eggermont en Freddy Haayen. Het was de eerste top 10-hit van de groep, alhoewel zij als onderdeel van de supergroep Holland eerder in 1971 al in de top 10 stonden met het nummer Hans Brinker symphony. 

In Nederland werd de plaat op zaterdag 6 maart 1971 verkozen tot de 69e Alarmschijf van de week op Radio Veronica en op 13 maart 1971 verkozen tot de 2e Troetelschijf van de week op Hilversum 3 en werd een grote hit. De plaat bereikte de 2e positie in de Hilversum 3 Top 30 / Daverende Dertig en de 3e positie in de Nederlandse Top 40 op Radio Veronica en bleek later de grootste hit van de band. 
In België was het de eerste single van de groep die de hitlijsten bereikte en kwam tot de 11e positie in de voorloper van de Vlaamse Ultratop 50 en de 30e positie in de Vlaamse Radio 2 Top 30.. In Wallonië werd géén notering behaald.
True love that's a wonder is ook op single uitgebracht in een aantal andere Europese landen, waaronder het Verenigd Koninkrijk en Duitsland, en verscheen in Argentinië en Peru, onder de titel El amor verdadero es una maravilla. In de bijbehorende videoclip van de plaat speelt de band in een flessenfabriek.. In Nederland werd videoclip destijds op televisie uitgezonden door het populaire popprogramma AVRO's Toppop met toenmalig AVRO Hilversum 3 dj Ad Visser en danseres Penney de Jager.

## Hitnoteringen

### Nederlandse Top 40
| Hitnotering: 13-03-1971 t/m 29-05-1971 | Hitnotering: 13-03-1971 t/m 29-05-1971 | Hitnotering: 13-03-1971 t/m 29-05-1971 | Hitnotering: 13-03-1971 t/m 29-05-1971 | Hitnotering: 13-03-1971 t/m 29-05-1971 | Hitnotering: 13-03-1971 t/m 29-05-1971 | Hitnotering: 13-03-1971 t/m 29-05-1971 | Hitnotering: 13-03-1971 t/m 29-05-1971 | Hitnotering: 13-03-1971 t/m 29-05-1971 | Hitnotering: 13-03-1971 t/m 29-05-1971 | Hitnotering: 13-03-1971 t/m 29-05-1971 | Hitnotering: 13-03-1971 t/m 29-05-1971 | Hitnotering: 13-03-1971 t/m 29-05-1971 | Hitnotering: 13-03-1971 t/m 29-05-1971 |
| Week                                   | 1                                      | 2                                      | 3                                      | 4                                      | 5                                      | 6                                      | 7                                      | 8                                      | 9                                      | 10                                     | 11                                     | 12                                     |                                        |
| -------------------------------------- | -------------------------------------- | -------------------------------------- | -------------------------------------- | -------------------------------------- | -------------------------------------- | -------------------------------------- | -------------------------------------- | -------------------------------------- | -------------------------------------- | -------------------------------------- | -------------------------------------- | -------------------------------------- | -------------------------------------- |
| Positie                                | 26                                     | 21                                     | 12                                     | 7                                      | 5                                      | 4                                      | 3                                      | 3                                      | 6                                      | 13                                     | 19                                     | 40                                     | uit                                    |

### Hilversum 3 Top 30 / Daverende Dertig
| Hitnotering: 20-03-1971 t/m 29-05-1971 | Hitnotering: 20-03-1971 t/m 29-05-1971 | Hitnotering: 20-03-1971 t/m 29-05-1971 | Hitnotering: 20-03-1971 t/m 29-05-1971 | Hitnotering: 20-03-1971 t/m 29-05-1971 | Hitnotering: 20-03-1971 t/m 29-05-1971 | Hitnotering: 20-03-1971 t/m 29-05-1971 | Hitnotering: 20-03-1971 t/m 29-05-1971 | Hitnotering: 20-03-1971 t/m 29-05-1971 | Hitnotering: 20-03-1971 t/m 29-05-1971 | Hitnotering: 20-03-1971 t/m 29-05-1971 | Hitnotering: 20-03-1971 t/m 29-05-1971 | Hitnotering: 20-03-1971 t/m 29-05-1971 |
| Week                                   | 1                                      | 2                                      | 3                                      | 4                                      | 5                                      | 6                                      | 7                                      | 8                                      | 9                                      | 10                                     | 11                                     |                                        |
| -------------------------------------- | -------------------------------------- | -------------------------------------- | -------------------------------------- | -------------------------------------- | -------------------------------------- | -------------------------------------- | -------------------------------------- | -------------------------------------- | -------------------------------------- | -------------------------------------- | -------------------------------------- | -------------------------------------- |
| Positie                                | 21                                     | 13                                     | 7                                      | 5                                      | 2                                      | 3                                      | 3                                      | 4                                      | 11                                     | 21                                     | 30                                     | uit                                    |

### NPO Radio 2 Top 2000
| Nummer met noteringen in de NPO Radio 2 Top 2000 | '99  | '00  | '01  | '02  | '03  | '04  | '05  | '06  | '07  | '08  | '09  | '10  | '11  | '12  | '13 | '14  | '15-'16 | '17  |
| ------------------------------------------------ | ---- | ---- | ---- | ---- | ---- | ---- | ---- | ---- | ---- | ---- | ---- | ---- | ---- | ---- | --- | ---- | ------- | ---- |
| True Love That's a Wonder                        | 1630 | 1403 | 1052 | 1452 | 1555 | 1473 | 1563 | 1546 | 1867 | 1590 | 1287 | 1510 | 1744 | 1956 | -   | 1752 | -       | 1529 |

1. ↑  Een '-' betekent dat het nummer niet was genoteerd en een vetgedrukt getal geeft de hoogste notering aan.
2. ↑  Deze tabel is bijgewerkt tot en met de laatste editie (2024).